# 山本真弘
山本 真弘（やまもと まさひろ、1983年5月14日 - ）は、日本の男性キックボクサー。長崎県大村市出身。藤原ジム所属。元IT'S SHOWTIME 61kg MAX世界王者。

## 来歴
学生時代は新極真会でフルコンタクト空手を学び、2000年には同団体主催の全日本ジュニア空手道選手権大会の高校軽量級部門で優勝。翌2001年には同大会の高校中量級部門で優勝。
2002年9月6日、全日本キックボクシング連盟（AJKF）の興行でプロデビュー。清水英樹に判定勝ち。
2003年12月、全日本キックバンタム級王者の平谷法之に判定ドロー。
2004年3月13日、AJKF「全日本ライト級最強決定トーナメント」1回戦で増田博正に判定勝ち。4月16日の2回戦で白鳥忍に判定負け。初黒星となった。
2004年8月、全日本バンタム級王者の平谷法之にＴＫＯ勝ち。
2004年12月5日、AJKF興行でフェザー級王者山本元気に挑戦し、判定ドロー。王座獲得に失敗。
2005年6月18日、IKUSA -U60 GPに参戦。1回戦で小石原勝にKO勝ち。9月19日の準決勝でシュートボクシング日本スーパーフェザー級王者及川知浩に判定勝ち。決勝では同門の石川直生にKO勝ち。優勝を果たした。
2006年1月4日、AJKF興行でフェザー級王者山本元気に再挑戦し、判定勝ち。フェザー級王座を獲得。
2006年3月19日、AJKF興行で日本人キラーであるワンロップ・ウィラサクレックと対戦し、3R右前蹴りでKO負け。自身初のKO負けとなった。
2006年6月、ダーラタイに判定負け。2007年6月、ウィーラチャイにＫＯ負け。
2007年8月25日、AJKFのKick Returnトーナメント1回戦で大宮司進にKO勝ち。10月25日の準決勝で石川直生に判定勝ち、決勝でも大月晴明に判定勝ちし、優勝を果たした。
2008年1月4日、AJKF興行で水落洋祐と防衛戦で対戦し、4RKO勝ち。初防衛に成功。
2008年3月2日、K-1に60kg級設立を求めて「K-1 JAPAN TRYOUT 2008」に参加し、合格を果たした。プロデューサーの谷川貞治も60kg級の設立に前向きな姿勢を示した。山本はチ・インジンとの対戦を熱望した。
2008年6月、ワンロップにＫＯ負け。
2008年11月8日、AJKF興行において初のK-1ルールの大会「Krush!」でJ-NETWORKフェザー級王者AKIRAと対戦し、1RKO勝ち。試合後、本部席にいた谷川に「谷川さん、見てくれましたかね？」とK-1参戦をマイクアピールした。
2009年3月14日、K-1ルールの大会「Krush.2」でNJKFフェザー級王者の国崇と対戦。2Rに左フックと左跳び膝蹴りで2つのダウンを奪うなどして大差の判定勝ちを収めた。試合後に谷川に「今まで見てきた60kg級日本人の中でも真弘選手が一番いい。物凄くK-1向きの選手だと思います」と評価された。
2009年4月21日、K-1初参戦となったK-1 WORLD MAX 2009 FINAL16のオープニングファイトで裕樹と対戦し、3Rに左膝蹴りでダウンを奪うなどして3-0の判定勝ちを収めた。
2009年5月、竹内にＫＯ負け。デビューから6年半程の間ドローを挟み日本人に負けなしだったが、日本人に初敗戦。
2009年7月24日、Krushライト級グランプリ2009に出場。1回戦で青津潤平、準々決勝で大月晴明にそれぞれ判定勝ち。11月2日、準決勝で山本元気、決勝で久保優太にそれぞれ判定勝ち。優勝を決め、賞金300万円を獲得した。
2010年5月2日、K-1 WORLD MAX 2010 〜-63kg Japan Tournament 1st Round〜で大和哲也と対戦し、0-3の判定負けを喫した。
2010年9月26日、WBCムエタイルール日本統一ライト級王座決定戦で羅紗陀と対戦し、0-3の判定負けで王座獲得ならず。
2011年4月24日、REBELS.7で元WPMF世界スーパーフェザー級王者中村敏射と対戦し、1-1の引き分けとなった。
2011年8月28日、IT’S SHOWTIME世界61kg級王座挑戦者選定試合で初代WPMF日本ライト級王者塚原光斗と対戦し、最終Rまで手数を止めずに攻め続け4-0の判定勝ちを収めた。
2011年10月23日、IT’S SHOWTIME世界61kg級王座挑戦者決定戦で元RISEスーパーフェザー級王者板橋寛と対戦し、序盤からスピードを活かしたフットワークでリズムを作り3Rに跳び膝でダウンを奪い5-0の判定勝ちを収めた。

## 戦績
| キックボクシング 戦績 | キックボクシング 戦績 | キックボクシング 戦績 | キックボクシング 戦績 | キックボクシング 戦績 | キックボクシング 戦績 | キックボクシング 戦績 |
| --------------------- | --------------------- | --------------------- | --------------------- | --------------------- | --------------------- | --------------------- |
| 72 試合               | (T)KO                 | 判定                  | その他                | 引き分け              | 無効試合              |                       |
| 47 勝                 | 12                    | 35                    | 0                     | 7                     | 0                     |                       |
| 18 敗                 | 10                    | 8                     | 0                     | 7                     | 0                     |                       |

| 勝敗 | 対戦相手                            | 試合結果                                        | 大会名 | 開催年月日     |
| ×    | 安保璃紅                            | 1R 2:05 KO                                      | Krush.73 | 2017年2月18日  |
| ○    | 加藤港                              | 3R終了 判定3-0                                  | Krush.71 | 2016年12月18日 |
| ×    | 大雅                                | 1R 1:47 KO                                      | K-1 WORLD GP 2016 IN JAPAN ～-60kg日本代表決定トーナメント～                                                                      | 2016年4月24日  |
| ×    | 闘士                                | 1R 2:15 KO                                      | Krush.61 | 2015年12月4日  |
| ×    | レオナ・ペタス                      | 3R終了 判定0-3                                  | Krush.56 | 2015年8月14日  |
| ○    | 神戸翔太                            | 延長R 1:54 TKO                                  | Krush.54 | 2015年5月4日   |
| ×    | 卜部功也                            | 1R 2:44 KO                                      | K-1 WORLD GP 2015 ～-60kg初代王座決定トーナメント～                                                                               | 2015年1月18日  |
| ○    | グァニー・バラッジ                  | 3R終了 判定2-0                                  | K-1 WORLD GP 2015 ～-60kg初代王座決定トーナメント～                                                                               | 2015年1月18日  |
| ○    | 青津潤平                            | 3R終了 判定3-0                                  | Krush.47 | 2014年11月9日  |
| ×    | 卜部弘嵩                            | 3R終了 判定0-3                                  | Krush.44 | 2014年8月19日  |
| ○    | ヤニス・エル・アジャウィー          | 3R終了 判定2-0                                  | Krush.40 | 2014年4月15日  |
| ×    | イェトキン・オズクル                | 3R終了 判定                                     | NUIT DES CHAMPIONS 20 【-62kg級トーナメント 準決勝】                                                                              | 2013年11月23日 |
| ○    | セルジオ・ヴィールセン              | 2R 1:36 KO（左ハイキック）                      | RISE 94 | 2013年7月20日  |
| ○    | カリム・ベノーイ                    | 3R+延長R終了 判定3-0                            | RISE 92 | 2013年3月20日  |
| ○    | マンサワー・ヤクビ                  | 3R 2:46 KO（右フック）                          | RISE/M-1MC ～INFINITY～ | 2012年12月2日  |
| ○    | ハヴィエル・エルナンデス            | 5R終了 判定3-1                                  | IT'S SHOWTIME 59 【IT'S SHOWTIME 61kg MAX世界タイトルマッチ】                                                                     | 2012年7月21日  |
| ○    | TURBO                               | 3R終了 判定5-0                                  | M-1ムエタイチャレンジ 「Sutt Yod Muaythai vol.1」Part2                                                                            | 2012年3月25日  |
| ○    | 金澤元気                            | 3R終了 判定5-0                                  | 2011藤原祭り～冬の陣～ | 2011年12月22日 |
| ○    | 板橋寛                              | 3R終了 判定5-0                                  | 「REBELS.9」 【IT'S SHOWTIME 61kg MAX世界王座挑戦者決定戦】                                                                       | 2011年10月23日 |
| ○    | 塚原光斗                            | 3R終了 判定4-0                                  | 「2011藤原祭り～夏の陣～」其の弐 【IT'S SHOWTIME 61kg MAX世界王座挑戦者選定試合】                                                 | 2011年8月28日  |
| △    | 中村敏射                            | 5R終了 判定1-1                                  | 東日本大震災チャリティーイベント“Stand up JAPAN!”「REBELS.7」                                                                     | 2011年4月24日  |
| ×    | セルジオ・ヴィールセン              | 3R TKO（ドクターストップ）                      | IT'S SHOWTIME 【IT'S SHOWTIME 61kg MAX世界タイトルマッチ】                                                                        | 2010年12月11日 |
| ×    | 羅紗陀                              | 5R終了 判定0-3                                  | The Path to the World Champion WBCムエタイ世界王者への道 【WBCムエタイルール日本統一ライト級王座決定戦】                          | 2010年9月26日  |
| ×    | 大和哲也                            | 3R+延長R終了 判定0-3                            | K-1 WORLD MAX 2010 〜-63kg Japan Tournament 1st Round〜 【1回戦】                                                                 | 2010年5月2日   |
| ○    | 板橋寛                              | 3R+延長R終了 判定3-0                            | RISE 63 | 2010年4月7日   |
| ○    | 中須賀芳徳                          | 3R+延長R終了 判定3-0                            | Fujiwara Festival 〜藤原祭り2009〜                                                                                                | 2009年12月11日 |
| ○    | 久保優太                            | 3R終了 判定3-0                                  | Krushライト級グランプリ2009 〜決勝戦 Final Round〜 【Krushライト級グランプリ2009 決勝】                                           | 2009年11月2日  |
| ○    | 山本元気                            | 3R+延長R終了 判定3-0                            | Krushライト級グランプリ2009 〜決勝戦 Final Round〜 【Krushライト級グランプリ2009 準決勝】                                         | 2009年11月2日  |
| ○    | 大月晴明                            | 3R終了 判定2-0                                  | Krushライト級グランプリ2009 〜開幕戦 Round.1〜 【Krushライト級グランプリ2009 準々決勝】                                           | 2009年7月24日  |
| ○    | 青津潤平                            | 3R終了 判定3-0                                  | Krushライト級グランプリ2009 〜開幕戦 Round.1〜 【Krushライト級グランプリ2009 1回戦】                                              | 2009年7月24日  |
| ×    | "狂拳"竹内裕二                      | 2R 1:38 KO（左フック）                          | 全日本キックボクシング連盟「Krush.3」                                                                                             | 2009年5月17日  |
| ○    | 裕樹                                | 3R終了 判定3-0                                  | K-1 WORLD MAX 2009 World Championship Tournament FINAL16 【オープニングファイト】                                                 | 2009年4月21日  |
| ○    | 国崇                                | 3R終了 判定3-0                                  | 全日本キックボクシング連盟「Krush.2」                                                                                             | 2009年3月14日  |
| ○    | ペットエーク・ソー.スワンパクディー | 2R 1:58 TKO（ドクターストップ：鼻骨骨折の疑い） | 全日本キックボクシング連盟「New Year Kick Festival 2009」                                                                         | 2009年1月4日   |
| ○    | AKIRA                               | 1R 2:33 KO（左アッパー、タオル投入）            | 全日本キックボクシング連盟「Krush! 〜Kickboxing Destruction〜」                                                                   | 2008年11月8日  |
| ○    | コムパヤック・ウィラサクレック      | 5R終了 判定2-0                                  | 全日本キックボクシング連盟「SWORD FIGHT 2008 〜日本VSタイ5対5マッチ〜」                                                           | 2008年9月19日  |
| ×    | ワンロップ・ウィラサクレック        | 2R 2:14 KO（3ノックダウン：左肘打ち）           | 全日本キックボクシング連盟「野良犬電撃作戦」                                                                                      | 2008年6月22日  |
| ×    | F16・PKPラチャノン                  | 4R 0:19 TKO（左瞼カット）                       | 全日本キックボクシング連盟「Kick On!」                                                                                            | 2008年3月20日  |
| ○    | 水落洋祐                            | 4R 2:50 KO（3ノックダウン：左ハイキック）       | 全日本キックボクシング連盟「New Year Kick Festival 2008」 【全日本フェザー級タイトルマッチ】                                      | 2008年1月4日   |
| ○    | 大月晴明                            | 5R終了 判定3-0                                  | 全日本キックボクシング連盟 「浪漫」 Kick Return Kickboxer of the best 60 Tournament 〜決勝戦〜 【Kick Returnトーナメント 決勝】   | 2007年10月25日 |
| ○    | 石川直生                            | 3R終了 判定3-0                                  | 全日本キックボクシング連盟 「浪漫」 Kick Return Kickboxer of the best 60 Tournament 〜決勝戦〜 【Kick Returnトーナメント 準決勝】 | 2007年10月25日 |
| ○    | 大宮司進                            | 2R 2:33 KO（3ノックダウン：左ストレート）       | 全日本キックボクシング連盟 「浪漫」 Kick Return Kickboxer of the best 60 Tournament 〜開幕戦〜 【Kick Returnトーナメント 1回戦】  | 2007年8月25日  |
| ×    | ウィーラチャイ・チューワッタナ      | 4R 0:53 TKO（レフェリーストップ）               | スッグ・ジャルムアン | 2007年6月17日  |
| ○    | モンコントーン・ポンソンクラーム    | 3R 0:56 KO（左ストレート）                      | 全日本キックボクシング連盟「REARM」                                                                                               | 2007年5月11日  |
| △    | 藤原あらし                          | 5R終了 判定1-0                                  | 全日本キックボクシング連盟「Departure 〜野良犬FINAL〜」                                                                           | 2007年3月9日   |
| ○    | 岩切博史                            | 3R+延長R終了 判定3-0                            | 全日本キックボクシング連盟「Fujiwara Festival 〜藤原祭り2006〜」                                                                  | 2006年12月8日  |
| ×    | ダーラタイ・ギャットパヤッタイ      | 3R終了 判定0-3                                  | 全日本キックボクシング連盟「Triumph」                                                                                             | 2006年6月11日  |
| ×    | ワンロップ・ウィラサクレック        | 3R 2:48 KO（右前蹴り）                          | 全日本キックボクシング連盟「SWORD FIGHT 2006」                                                                                    | 2006年3月19日  |
| ○    | 山本元気                            | 5R終了 判定2-0                                  | 全日本キックボクシング連盟「New Year Kick Festival 2006」 【全日本フェザー級タイトルマッチ】                                      | 2006年1月4日   |
| ○    | 大高一郎                            | 3R終了 判定3-0                                  | 全日本キックボクシング連盟 「Rock'n Roll☆U5 FIGHT☆Hill it!」                                                                      | 2005年11月5日  |
| ○    | 石川直生                            | 3R 2:05 KO（2ノックダウン：パンチ連打）         | IKUSA GP -U60 SUPERSTAR☆Z TOURNAMENT -FINAL STAGE- 【IKUSA -U60 GP 決勝】                                                         | 2005年9月19日  |
| ○    | 及川知浩                            | 3R終了 判定3-0                                  | IKUSA GP -U60 SUPERSTAR☆Z TOURNAMENT -FINAL STAGE- 【IKUSA -U60 GP 準決勝】                                                       | 2005年9月19日  |
| ○    | 小石原勝                            | 1R 3:00 KO（左フック）                          | IKUSA GP -U60 SUPERSTAR☆Z TOURNAMENT -Opening Stage- 【IKUSA -U60 GP 1回戦】                                                      | 2005年6月18日  |
| △    | チンチャイ・マイムアンコーン        | 5R終了 判定1-1                                  | 全日本キックボクシング連盟「RUSH!」                                                                                               | 2005年3月18日  |
| △    | 山本元気                            | 5R終了 判定0-0                                  | 全日本キックボクシング連盟「Fujiwara Festival 〜藤原祭り2004〜」 【全日本フェザー級タイトルマッチ】                               | 2004年12月5日  |
| ○    | 石川直生                            | 5R終了 判定3-0                                  | 全日本キックボクシング連盟「HARD BLOW」 【全日本フェザー級挑戦者決定戦】                                                          | 2004年10月17日 |
| ○    | 平谷法之                            | 2R 0:27 TKO（頭部のカット）                     | 全日本キックボクシング連盟「SUPER FIGHT 〜LIGHTNING〜」                                                                           | 2004年8月22日  |
| ○    | ラスカル・タカ                      | 3R終了 判定2-0                                  | 全日本キックボクシング連盟 「全日本ライト級最強決定トーナメント2004 FINAL STAGE」                                                 | 2004年6月18日  |
| ×    | 白鳥忍                              | 3R終了 判定0-2                                  | 全日本キックボクシング連盟 「全日本ライト級最強決定トーナメント2004 2nd STAGE」 【2回戦】                                         | 2004年4月16日  |
| ○    | 増田博正                            | 3R終了 判定3-0                                  | 全日本キックボクシング連盟 「全日本ライト級最強決定トーナメント2004 1st STAGE」 【1回戦】                                         | 2004年3月13日  |
| △    | 平谷法之                            | 5R終了 判定0-1                                  | 全日本キックボクシング連盟「Fujiwara Festival 〜藤原祭り〜」                                                                      | 2003年12月7日  |
| ○    | サトルヴァシコバ                    | 2R 2:43 TKO（カット）                           | 全日本キックボクシング連盟「HURRICANE BLOW」                                                                                      | 2003年8月17日  |
| ○    | 竹村健二                            | 3R終了 判定3-0                                  | 全日本キックボクシング連盟 「全日本ライト級最強決定トーナメント 〜決勝戦〜」                                                      | 2003年5月23日  |
| ○    | 岩浅晶士                            | 3R終了 判定3-0                                  | 全日本キックボクシング連盟 「全日本ライト級最強決定トーナメント」 【オープニングファイト】                                        | 2003年3月8日   |
| ○    | 熊谷敦                              | 2R 1:10 KO（3ノックダウン）                     | 全日本キックボクシング連盟「RED ZONE」                                                                                            | 2003年2月7日   |
| ○    | 栗原毅                              | 3R終了 判定3-0                                  | 全日本キックボクシング連盟「KICK ENERGY」                                                                                         | 2003年1月4日   |
| △    | 村山良和                            | 3R終了 判定0-1                                  | 全日本キックボクシング連盟「BACK FROM HELL-I」                                                                                    | 2002年11月17日 |
| ○    | 三ヶ尻孝司                          | 3R終了 判定3-0                                  | 全日本キックボクシング連盟「Brandnew Fight」 【フレッシュマンファイト】                                                           | 2002年10月17日 |
| ○    | 清水英樹                            | 3R終了 判定3-0                                  | 全日本キックボクシング連盟「GOLDEN TRIGGER」                                                                                      | 2002年9月6日   |

## 獲得タイトル
- 第22代全日本フェザー級王座
- 第4代IT'S SHOWTIME 61kg MAX世界王座
- IKUSA -U60 GP 優勝
- 全日本キックボクシング連盟 Kick Returnトーナメント 優勝
- Krushライト級グランプリ2009 優勝